# Philygria chaci
Philygria chaci är en tvåvingeart som beskrevs av Hollmann-schirrmacher 1998. Philygria chaci ingår i släktet Philygria och familjen vattenflugor.
Artens utbredningsområde är Guatemala. Inga underarter finns listade i Catalogue of Life.